# Societetshuset i Borgå
Societetshuset i Borgå (finska: Porvoo Seurahuone) var ett societetshus i Borgå i Nyland i Finland.
Societetshuset i Borgå låg på Fredsgatan vid Salutorget.
Initiativet för att bygga ett societetshus togs av köpmannen Gustaf Sneckenström (1797–1877). Han bildade ett aktiebolag och den första aktien köptes av hovdamen Ulla Möllersvärd med fem silverrubel. Byggmästaren Gustaf Westerberg utarbetade ritningar av byggnaden och invigdes i november 1846. Till Societetshusets område hörde bland annat en stor park. 
Restaurangen stängdes i september 1971 och byggnaden revs under samma år. Kristallkronorna från societetshuset har tagits omhand och hänger idag i fullmäktigesalen i Borgå stadshus.
Borgå Frivilliga Brandkår bildades efter två möten i Societetshuset i augusti 1867.